# Muzzano (Piemont)
Muzzano ist eine italienische Gemeinde mit 572 Einwohnern (Stand 31. Dezember 2023) in der Provinz Biella (BI), Region Piemont.
Die Nachbargemeinden sind Camburzano, Graglia, Occhieppo Superiore und Sordevolo.

## Geographie
Das Gemeindegebiet umfasst eine Fläche von fünf km².